# Neu Kaliß
Neu Kaliß település Németországban, Mecklenburg-Elő-Pomeránia tartományban. Lakosainak száma 1879 fő (2023. december 31.).

## Népesség
A település népességének változása:
| Lakosok száma | 1969 | 1969 | 1930 | 1912 | 1879 |
|               | 2017 | 2019 | 2021 | 2022 | 2023 |